# Delphinium raikovae
Delphinium raikovae är en ranunkelväxtart som beskrevs av Pakhomova. Delphinium raikovae ingår i släktet storriddarsporrar, och familjen ranunkelväxter. Inga underarter finns listade i Catalogue of Life.